# Wyścig na dochodzenie
Wyścig na dochodzenie (ang. individual pursuit) - w kolarstwie torowym jest to wyścig, gdzie dwóch zawodników (lub dwie pary zawodników) rozpoczyna swój bieg z pozycji zatrzymanej (obecnie rowery trzymane są w bramkach, dawniej były przytrzymywane przez sędziów do momentu wystrzału) po przeciwnych stronach toru. Jeśli jednemu z kolarzy uda się dogonić drugiego, ten pierwszy jest uznawany za zwycięzcę. Jeśli taka sytuacja nie nastąpi, za zwycięzcę uznawany jest ten zawodnik, który jako pierwszy przejedzie zadeklarowany dystans (zazwyczaj 4000 m dla mężczyzn, 3000 m dla kobiet).
Zawody są rozgrywane w systemie knock-out (parami, przegrany odpada), tak aby rywale nie spotykali się ponownie w kolejnych rundach. Jest to jedna z konkurencji rozgrywanych na mistrzostwach świata i w czasie igrzysk olimpijskich.